# Koniowate
Koniowate (Equidae) – rodzina ssaków z podrzędu koniokształtnych (Hippomorpha) w obrębie rzędu nieparzystokopytnych (Perissodactyla).
Wszystkie koniowate są dużymi zwierzętami o krótkiej sierści, mają grzywę i ogon pokryty całkowicie bądź częściowo długimi włosami; nogi zakończone przekształconym III palcem, osłoniętym kopytem. U samic występuje para sutków położonych na podbrzuszu. Są roślinożerne, żywią się głównie trawą.
Największe osobniki osiągają do 3 m długości ciała, przy wysokości w kłębie do 180 cm. Maksymalna masa ciała sięga 1200 kg (konie rasy shire). Dziko żyjące koniowate osiągają przeciętnie 200–450 kg.
Pojawiły się w plejstocenie, w Ameryce Północnej, skąd rozprzestrzeniły się na tereny Eurazji i Afryki. Zasiedlają obszary trawiaste. Obecnie większość koniowatych żyje w Afryce, a nieliczne gatunki − w Azji. W Europie wymarłe w stanie dzikim.
Koniowate żyją w małych grupach rodzinnych lub większych stadach. Odpoczywają, stojąc lub leżąc. Samica (klacz) rodzi zwykle jedno młode. Samiec to ogier (kastrowany zaś – wałach). U kilku gatunków stwierdzono terytorializm.
Koniowate są rezerwuarami i nosicielami bakterii chorobotwórczych np.:
- Clostridium tetani – laseczka tężca
- Clostridium perfringens – laseczka zgorzeli gazowej
- Clostridium botulinium – laseczka jadu kiełbasianego

## Systematyka
Do rodziny należy jedna występująca współcześnie podrodzina:
- Equinae J.E. Gray, 1821

Opisano również podrodziny wymarłe:
- Anchitheriinae Leidy, 1870
- Pliolophinae Gill, 1872

Rodzaje wymarłe o statusie incertae sedis:
- Erihippus Bai Bin, Wang Yuanqing & Meng Jin, 2018[8] – jedynym przedstawicielem był Erihippus tingae Bai Bin, Wang Yuanqing & Meng Jin, 2018
- Haplohippus McGrew, 1953[9] – jedynym przedstawicielem był Haplohippus texanus McGrew, 1953